# Ottmar Hitzfeld
Ottmar Hitzfeld (sinh ngày 12 tháng 1 năm 1949) là một cựu cầu thủ, một huấn luyện viên bóng đá người Đức. 
Với tổng cộng 18 danh hiệu đã sưu tập được mà chủ yếu ông giành được khi làm việc lại Grasshopper Club Zurich, Borussia Dortmund và Bayern Munich. Vị giáo viên dạy môn Toán không chỉ là một huấn luyện viên thành công ở Đức mà ông còn nổi tiếng trên thế giới bóng đá với 2 lần được bầu là huấn luyện viên của năm. Bên cạnh huyền thoại Ernst Happel, Jupp Heynckes,Carlo Ancelotti và José Mourinho, ông là một trong năm huấn luyện viên từng giành danh hiệu vô địch UEFA Champion League với hai câu lạc bộ khác nhau. Ông có biệt danh "tướng quân".

## Danh hiệu

### Cầu thủ
Basel
- Swiss Super League: 1971–72, 1972–73
- Swiss Cup: 1975

### Huấn luyện viên
SC Zug
- Nationalliga B champions: 1983–84

Aarau
- Swiss Cup: 1985

Grasshopper
- Swiss Super League: 1989–90, 1990–91
- Swiss Cup: 1989, 1990
- Swiss Super Cup: 1989

Borussia Dortmund
- Bundesliga: 1994–95, 1995–96
- DFB-Supercup: 1995, 1996
- UEFA Champions League: 1996–97

Bayern Munich
- Bundesliga: 1998–99, 1999–00, 2000–01, 2002–03, 2007–08
- DFB-Pokal: 1999–00, 2002–03, 2007–08
- DFB-Ligapokal: 1998, 1999, 2000, 2007
- UEFA Champions League: 2000–01; á quân: 1998–99
- Intercontinental Cup: 2001